# Ludwik II de Bourbon-Montpensier
Ludwik de Bourbon-Montpensier (1483 – 14 sierpnia 1501, w Neapolu) – najstarszy syn Gilberta I, hrabiego Montpensier, i Klary Gonzagi.
Był hrabią Montpensier i Clermont-en-Auvergne, oraz delfinem Owernii w latach 1496–1501. Brał udział w trzeciej wojnie włoskiej w 1501 i był obecny w bitwach pod Merillano i Kapuą. Zmarł krótko potem. Nigdy nie ożenił się, nie miał dzieci i dlatego jego następcą został młodszy brat - Karol III, książę de Burbon.